# Rachicerus opiparus
Rachicerus opiparus är en tvåvingeart som beskrevs av Akira Nagatomi 1970. Rachicerus opiparus ingår i släktet Rachicerus och familjen vedflugor. Inga underarter finns listade i Catalogue of Life.